# 小林弘 対 西城正三戦
小林弘 対 西城正三戦（こばやしひろし たい さいじょうしょうぞうせん）は、1970年12月3日に日本大学講堂（旧両国国技館）で行われた、プロボクシング史上初の日本人現役世界チャンピオン同士による試合である。WBAジュニアライト級王者小林弘とWBA世界フェザー級王者西城正三により、ノンタイトル10回戦ルールで行われ、2-1で小林の判定勝ちとなった。